# البديرية
البديرية هي قبيلة سودانية عربية الأصول تذكر روايتهم أنهم من جزيرة العرب من المجموعة الجعلية وهم أهل سعية وأهل دين وهاجرت القبيلة طلباً للمراعي والمياه كعادة أهل السعية وخلال فترة استقرارهم بمصر تعلم قسمٌ منهم الزراعة وامتهنها وبقي القسم الآخر على ما هو عليه أصحاب سعية ورعي. وعندما استولى الموالي على الحكم في مصر ضيقوا عليهم الخناق فنزحوا جنوباً.
- فالذين ظلوا أصحاب سعية عبروا إلى السودان وعبر وادي الملك ووادي القعب نزحوا إلى غرب السودان مناطق الأبيض وهي بمثابة الرئاسة لمناطق بارا وأم بادر والنهود وفي الأبيّض ومنطقة بارا تأتي في المرتبة الثانية بعد الأبيّض من حيث البديرية وتجمعهم أما مناطق ام بادر والنهود فهم أقلية.
- أما القسم الذي تعلم الزراعة فقد سار بمحاذاة النيل حتى وصل عاصمة مملكة النوبة دنقلا العجوز وساروا جنوباً إلى منطقة تنقسي التي كانت تسكنها مجموعات حبشية كانت تناوش ملك النوبة في فترات متقطعة ومتباعدة حسب الظروف السائدة من قوة الملك والحروب التي يخوضها وضعف الجيش أو قوته. استطاعت هذه المجموعة أن تطرد الأحباش وتسكن المنطقة.

تنتسب القبيلة إلى بدير وهي إحدى قبائل الجعليين العباسية القرشية في السودان. ويقصد به القبائل العباسية الجعلية التي تنتمي إلى إبراهيم جعل الذي أتى إلى السودان مع والده إدريس بن قيس بعد زوال الدولة العباسية. في رواية: الشيخ خوجلي البديرية ثلاثة أقسام: شويحات ودهمشية ودويحية

## نسبهم
ينتمون إلى العباس بن عبد المطلب وتسلسل نسبهم كالتالي:
بدير بن سمرة بن سرار بن حسن كردم بن أبي الديس بن قضاعة بن عبد الله حرقان بن مسروق بن أحمد بن إبراهيم جعل بن إدريس بن قيس بن يمن بن عدي بن قصاص بن كرب بن محمد بن أحمد بن محمد ذي الكلاع بن سعد بن الفضل بن العباس بن محمد الكامل بن علي السجاد بن عبد الله بن العباس بن عبد المطلب بن هاشم بن عبد مناف بن قصي بن كلاب بن مرة بن كعب بن لؤي بن غالب بن فهر بن مالك بن قريش بن كنانة بن خزيمة بن مدركة بن إلياس بن مضر بن نزار بن معد بن عدنان.
|  |

## أولاد بدير
وتذكر الروايات أن لبدير سبعة أولاد هم:
- محمد دهمش جد الدهمشية.
- محمد جد أولاد محمد.
- موسى جد أولاد موسى
- هلال جد أولاد هلال.
- أغبش جد الغبش.
- حمد الله جد أولاد حمد الله.
- حليب جد أولاد حليب.
- بالإضافة إلى بنتين هما نعيمة جدة أولاد نعيمة، وملكة جدة أولاد ملكة.

## ديارهم
منطقتهم في الولاية الشمالية بين مروي الشايقية حتى دنقلا عاصمة الشمالية وهي (جلاس) و (كورتي) و (أم بكول) و (حسين نارتي) و (منصوركتي) و (فقركتي) و (قنتي) وحتى الدبة عاصمتهم وكذلك يسكنون في شمال السودان في دنقلا بين الشايقية والجوابرة، وتمتد ديارهم من دنقلا شمالاً إلى الدبة جنوباً والحد بين البديرية والشايقية قرية الباسة وعاصمة البديرية العغاض، ويتواجدون في قنتي والدبة والغابة والباجة وجلاس والبركل والبرصة والغريبة وأمدرق وغيرها. وإستقر بعضهم في قرى ود الترابي والحليلة، وحلة النعيم وحلة حمد شمال الكاملين ولاية الجزيرة، كما سكنوا منطقة طابت والعمارة وأم دليبة والهلالية ورفاعة وسنجة وكسلا والقضارف وقلع النحل وشمال النيل الأبيض وشمال كردفان الأبيّض وغيرها من المناطق.

## ممالكهم
وكان للبديرية خمس ممالك صغيرة تابعة لسلطنة سنار أربعة بدنقلا والخامسة بكردفان في كاب بلول وهي:-

### مملكة الدفار
جعل الدُفَّار هم أهل رئاسة وملك، فمملكتهم كانت ضمن الممالك الأربع التي أسسها البِديريَّة في عهد سلطنة الفونج (1504-1821م) وهي الدُفَّار، وأبكر، وتنقسي، والخندق، وتضيف بعض المخطوطات إليها مملكة الخناق ومملكة أرقو.
وكانت حاضرة مملكة الدُفَّار بقرية الدُفَّار، الواقعة على الضفة الشرقية للنيل، والتي تعرف حالياً ب«جقنارتي». وفي عهد الملك ناصر بن حمد بن محمد بن صلاح بن مسوا الكبير تعرض جعل الدُفَّار إلى غزو من جيرانهم الشايقية على يد الملك جاويش الكبير، أفضى إلى سقوط مملكتهم قبيل الغزو التركي المصري (1820م). وبعد ذلك الغزو نزح معظم سكان الدُفَّار إلى الضفة الغربية للنيل، حيث توجد قرى جزيرة قنتي، ومنصوركتي، وحسيناري، وأم بكول، وكورتي، وهاجر بعضهم إلى أنحاء متفرقة في وسط السودان، وشرقه، وغربه.

### مملكة تنقسي
وتعتبر تنقسي امتداد [[دنقلا العجوز|لدنقلا العجوز]، وهي واحدة من ممالك البديرية.

### مملكة الخندق
كانت الخندق إحدى الممالك القديمة قبل الإسلام، ذلك لموقعها المتميز عن غيرها من القرى التي تجاورها شمالا وجنوبا وشرقا، تقع الخندق على الضفة الغربية للنيل حوالي 12 كيلو متر شمال القولد، وعشرة كيلو مترات جنوب أوربه و 70 كيلو متر جنوب دنقلا. سبب تسمية الخندق بهذا الاسم؟ تقول بعض الروايات أن العرب المسلمين الأوائل الذين دخلوا منطقة دنقلا هم الذين أطلقوا عليها إسم الخندق. عرفت الخندق بملكها فيقال: خندق بشير وجاء في موسوعة القبائل والأنساب لعون الشريف أن الملك بشير البديري ملك الخندق يقال أنه سكن القلعة الحمراء وحفر الخندق حولها ليمنع غارات الشايقية والدناقلة. فهي حصينة لموقعها الطبيعي الذي يميزها توجد بها حاليا آثار القلعة الحمراء أي (القيلة قيله) بلهجة الدناقله يقال قلا (قلعة) قيله (الحمراء) ويقال أيضا قولو قيلا (قلوا أعلى شيء في النخلة) يبلغ عمرها حوالي 2300 سنة ويقال أكثر من هكذا. واستمرت إلى دخول الأتراك.

### مملكة أرقو
مملكة أرقو التاريخية التي نشأت في منطقة دنقلا في حوالي القرن الرابع عشر الميلادي وظلت تحكم المنطقة كمملكة مستقلة في إطار النظام اللامركزي الذي حكم السودان في ظل السلطنة الزرقاء وظلت إلى أن أنهى الغزو التركي المصري بقيادة إسماعيل باشا استقلالها كمملكة سنة 1821م ولقد نفى ملكها الأخير إلى مصر وهو الملك طمبل السابع.
وبعد أن إستقر الحكم التركي في السودان أُعيد الملك طمبل حاكما على منطقة مملكة أرقو تحت إدارة مدير تركي وفيما بعد عندما قامت الثورة المهدية وتم تعيين محمد بن الملك حمد الذي خلف آبائه في الحكم. وفي عهد الحكم الإنجليزي المصري أنشأت الإدارة الأهلية وقسم الحكم الأهلي إلى عموديات ونظارات وتولى أحفاد أسرة الملك تلك الإدارات وكان آخرهم قبل إلغاء الإدارة الأهلية الناظر الشيخ الزبير حمد الملك.
جزيرة أرقو شمال مدينة دنقلا الحالية على مقربة من ديار المَحَس في أقصى شمال السودان، وهي جزيرة كبيرة على النيل كانت مقراً لحكم أسرة الحاكماب.

### مملكة كاب بلول
نجد في القرن الثامن عشر هاجر الكثيرين من البديرية إلى كردفان ودارفور حيث كانت جماعات منهم قد استقرت من قبل منذ القرن السادس عشر وتذكر الروايات أن أحد زعمائهم المسمى بلول من بديرية كردفان زحف شمالا من أبي حراز وغزا كاجا السروج على حدود دارفور وأقام مقره في جبل بشارة طيب المسمى (كاب بلول) ولكن زحف المسبعات من دارفور قوض سلطانه وإضطره للجوء إلى من تبقى من البديرية بكاجا وسودري وكاتول حيث إمتزج البديرية بالسكان المحليين وبعضهم بدارفور في أم كدادة والفاشر ونيالا ولهم عدة عموديات.
وينقسم بديرية كردفان إلى قسمين كبيرين من عدة فروع هما:
- الدهمشية . وأولاد نعمة وقد تمازجوا مع جيرانهم من الجوامعة والحوازمة والنوبا ولهم قرى كثيرة جنوب غرب الأبيّض إضافة إلى شمال غرب كردفان وفي فصل الخريف يرعى البديرية مع الحوازمة البقارة وممن لهم صلات واشجة مع البديرية الطريفية .
- ومن البديرية بكردفان بديرية بارا ومنهم آل شداد.[5][6]

## عموديات البديرية
| لبديرية بالشمالية ثلاث عموديات وهي:- 1. عمودية قنتي وعليها آل أبوشوك. 2. عمودية جلاس وعليها آل وقيع الله. 3. عمودية كورتي وعليها آل كمبال | وتضم نظارة البديرية في كردفان أربعة عشرة عمودية منها ست عموديات خالصة للبديرية وثمانية عموديات مختلطة، أما العموديات الخالصة للبديرية هي: - 1. عمودية أبي حراز غرب الأبيض والعمدة هو حسين أحمد حسين زاكي الدين. 2. عمودية الجلابة وهي محيطة بالأبيض، والعمدة هو عوض الله زايد. 3. عمودية فروقة وعمدتهم محمد عبد الله بدوي. 4. عمودية أم عردة وعمدتهم إسماعيل محمد حمد. 5. عمودية أم قواوة، شمال الأبيض، وعمدتهم خليفة إبراهيم. 6. عمودية البركة المدينة جنوب الأبيض وعمدتهم كناني البدوي مدني. |

أما العموديات المختلطة فهي
1. عمودية خورطقت، وتضم بني عمران، مناصرة، داجو، هوارة ومسلمية وعمدتهم محمد كوكو إبراهيم من الجلابة الهوارة.
2. عمودية أم عشيرة شمال الأبيض، وعمدتهم محمد مهدي عركي.
3. عمودية علوبة، ومعظم سكانها من قبيلة التمام مع أقلية من البديرية والبرقو البرنو والهوسا، وعمدتهم عبد الجبار إبراهيم الباشا.
4. عمودية جبل أبو سنون وسكانها من الصليحاب السنانيون “نسبة لأبي سنون” ومقر العمودية دبة ناير، وعمدتهم هو خليل محمد يونس
5. عمودية ألبان جديد، وتضم محس ومواليد وبديرية وبرقو وبرنو وزنار وبجا وعمدتهم عبد المنعم عبد المجيد الجعفري.
6. عمودية البركة المحطة معظمهم من البرنو والبقووقليل من البديرية وعمدتهم منصور عز الدين من البرنو
7. عمودية كازقيل جنوب الأبيض وتضم البديرية وداجو وبرنو وبرقو وعمدتهم ضي النور أحمد بخيت
8. عمودية كوبي تقع جنوب الأبيض وتضم الداجو والسرارية والجلابة والمسبعات والحوازمة ومقر العمودية دبيكر وعمدتهم محمد عمر حمزة

## الشايقية والبديرية
نجد ان هنالك تداخل وانصهار شديد بين الشايقية والبديرية حتى انها أصبحت قبيلة واحدة. والدليل على ذلك أن ثقافة وتراث وطبيعة الناس كلها متشابهه. هناك مناطق اهلها شايقية داخل مناطق البديرية وهذا يؤكد عمق التمازج بين القبيلتين كما توجد مناطق شايقية داخل مناطق البديرية.
- مناطق الشايقية تبتدى من حوش الجروف بمنطقة امري شرقاً وغرباً وتنتهى عند الحجير شرقا وكورتي غرباً.
- بداية البديريه الدهمشيه الاراك شرقا وتشمل الاراك الكرفاب البرصة وام درق موطن الشاعر إسماعيل حسن وجلاس (فوق وتحت) والنافعاب والاركى وام سدر وموره وعقبة الهو وكورى ولكن كل تلك المناطق تتبع ادارياً لمعتمدية مروى.
- الرأى المرجَّح : أن حدود منطقة الشايقيه تنتهى عند كورتى وتحديداً عند أم بكول وتبدأ منطقه البديريه من حسينارتى وحتى حدود دنقلا

خرج منهم عدد من العسكريين أصبحوا فيما بعد رؤساء للسودان كمثل إسماعيل الأزهري أول رئيس للسودان بعد الاستقلال، والرئيس المشير عبد الرحمن سوار الذهب، وكذلك الرئيس المخلوع عمر حسن أحمد البشير.